# Czertolino (stacja kolejowa)
Czertolino (ros. Чертолино) – stacja kolejowa w miejscowości Czertolino, w rejonie rżewskim, w obwodzie twerskim, w Rosji. Położona jest na linii Moskwa - Siebież.

## Historia
Stacja powstała na początku XX w. na linii moskiewsko-windawskiej pomiędzy stacjami Rżew i Olenino.